# 约库尔比叙
约库尔比叙（法語：Yaucourt-Bussus）是法国皮卡第大区索姆省的一个市镇，属于阿布维尔区阿伊勒欧克洛谢县。该市镇2009年时的人口为244人。

## 人口
约库尔比叙人口变化图示
| 数据来源：INSEE |